# Rue Foyatier
La rue Foyatier est une rue de la butte Montmartre, dans le 18e arrondissement de Paris (France).

## Situation et accès
Longée sur son côté est par le funiculaire de Montmartre et constituée pour l'essentiel de volées d'escaliers, elle mène à la basilique du Sacré-Cœur par 222 marches regroupées en 9 sections de 23 à 25 marches chacune. Ainsi, entre les parties basse et haute de la rue, on compte environ 36 mètres de dénivelé (35 % de pente).
Le quartier est desservi par la ligne 12 à la station Abbesses.

## Origine du nom

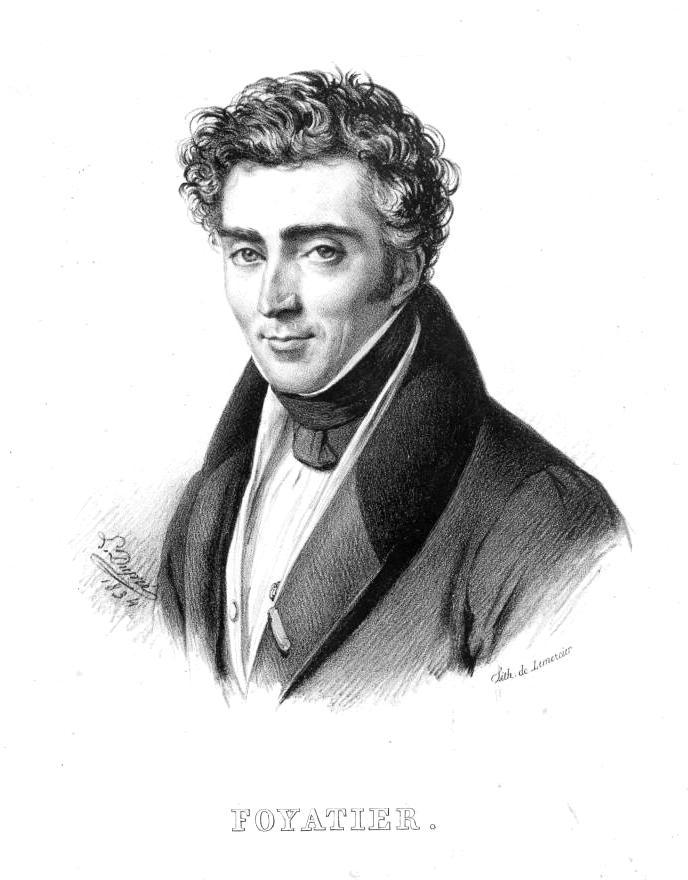
Denis Foyatier.

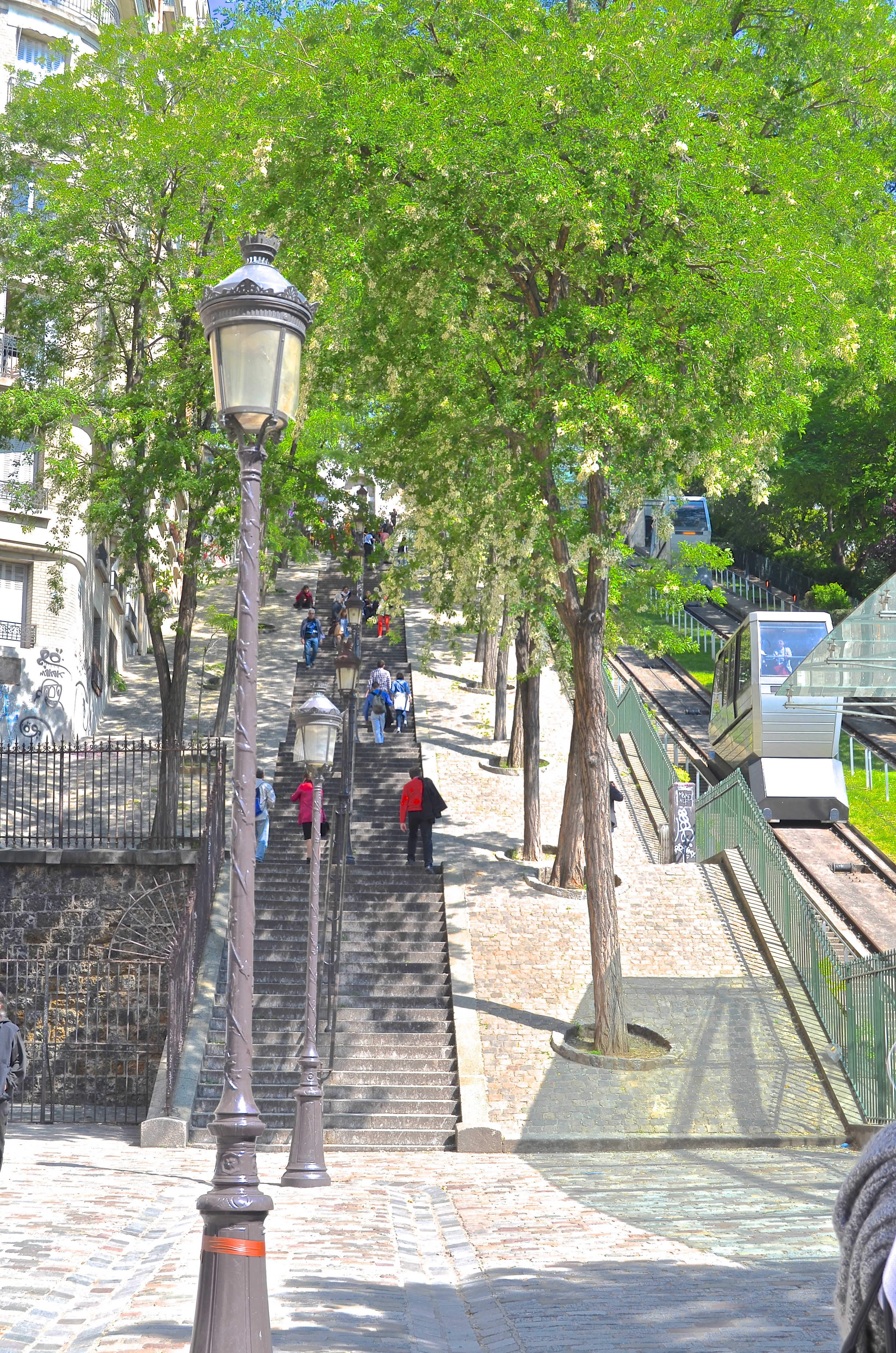
La rue Foyatier.

Elle porte le nom du sculpteur français Denis Foyatier (1793-1863).

## Historique
La rue située dans une partie du domaine de l'ancienne abbaye de Montmartre vendue comme bien national en 1794 et exploitée comme carrière au début du XIXe siècle est ouverte par un décret du 11 août 1867, elle prend le nom de « rue Foyatier » par un décret du 10 février 1875.
Un arrêté préfectoral du 25 avril 1961 a dénommé place Suzanne-Valadon le tronçon compris entre les rues Tardieu et André-Barsacq.

## Bâtiments remarquables et lieux de mémoire
- No 11 : c'est ici, dans les vestiges du Panorama de Jérusalem[4] de l'Exposition universelle de 1900, que Roger Lacourière (1892-1966), après avoir fondé en 1923[5] les Éditions de la Roseraie — une maison d'édition de livres illustrés — crée en 1929 son atelier de gravure, l'atelier Lacourière, dans lequel des artistes de grand renom iront imprimer leurs œuvres (Braque, Chagall, Dado, Dalí, Miró, Matisse, Picasso, Soulages[6]…). En 1957, Lacourière s'étant adjoint depuis 1938 le talent de Jacques Frélaut, maître-imprimeur, cet atelier devient l'atelier Lacourière-Frélaut.